# Potentia Animi
Potentia Animi — немецкий музыкальный коллектив, основанный в 2002 году. Его имя означает «сила духа».

## История группы
Незадолго до создания коллектива, его участники уже играли в других группах, имевших широкую известность среди любителей средневековой музыки. Таким образом, Титус Жаны одновременно участвовал в двух коллективах: Corvus Corax и Potentia Animi, тогда ещё называвшейся Congregatio. Впоследствии, творчество Corvus Corax оказало сильное влияние на стиль музыки коллектива.
Для своих фанатов Potentia Animi в 2006 году делает несколько каверов на известные рождественские песни, изменив их смысл в привычном для себя направлении.
В октябре 2008 года группа сделала официальное заявление о своём распаде. Их прощальный концерт состоялся 30 апреля 2009 года в Вассербург Роблау, местечке близ крепости Вассербург .

## Стиль
На стилевые особенности жанра коллектива сильно повлиял тот факт, что все его члены ранее играли в группах подобного направления. Кроме того, они часто носят маски. Их музыка — сочетает в себе элементы средневековой музыки и рока. В их песнях встречаются и элементы электронной музыки. Так в песне «Qui per Mundum» из альбома Psalm II сочетаются средневековые песнопения и электронная музыка.

## Дискография
| Год  | Альбом                        | Перевод          | Лейбл         | Распространитель | Издатель          |
| ---- | ----------------------------- | ---------------- | ------------- | ---------------- | ----------------- |
| 2003 | Das erste Gebet               | «Первая молитва» | самиздат      | —                | —                 |
| 2004 | Das erste Gebet (переиздание) | «Первая молитва» | PICA Music    | Soulfood         | Stars in the Dark |
| 2006 | Psalm II                      | «Псалом II»      | Staupa Musica | SPV GmbH         | Stars in the Dark |
| 2006 | Sind die Lichter angezündet?  | «Горят фонари?»  | Staupa Musica | SPV GmbH         | Stars in the Dark |